# Chalonge (månekrater)
Chalonge er et nedslagskrater på Månen. Det befinder sig på Månens bagside og er opkaldt efter den franske astronom Daniel Chalonge (1895 – 1977).
Navnet blev officielt tildelt af den Internationale Astronomiske Union (IAU) i 1985. 
Før det blev omdøbt af IAU, hed dette krater "Lewis R".

## Omgivelser
Chalongekrateret ligger sydvest for det større Lewiskrater i det ydre tæppe af udkastet materiale, som omgiver nedslagsbassinet Mare Orientale. Sydøst for ligger Montes Cordillera, en ring af bjerge, som omgiver Mare Orientale formationen.

## Karakteristika
Krateret er cirkulært med en skarp ydre rand, som ikke er eroderet af betydning. De indre vægge skråner ned mod en ring af ophobet materiale, som omgiver kraterbunden.